# Попов Павло Володимирович
Павло́ Володи́мирович Попо́в (нар. 30 червня 1991, Нововолинськ, Волинська область, Українська РСР — пом. 22 травня 2014, поблизу смт Ольгинка, Волноваський район, Донецька область, Україна) — український військовик, солдат Збройних сил України, учасник російсько-української війни. Почесний громадянин Нововолинська.

## Життєпис
Народився Павло Попов 30 червня 1991 року в Нововолинську. Закінчив Нововолинську ЗОШ № 4, продовжив навчання у Нововолинському ПТУ № 11. Захоплювався автомобілями та подорожами. Пройшов строкову армійську службу в навчальному центрі «Десна». Після служби працював робітником у приватному автосервісі, — завжди любив машини, двигуни та все, що пов'язане із машинобудуванням.
З початком російської збройної агресії призваний до збройних сил  Володимир-Волинським ОМВК за частковою мобілізацією в першій хвилі наприкінці березня 2014 року.
Солдат, стрілець-помічник гранатометника 3-го механізованого батальйону 51-ї окремої механізованої бригади, м. Володимир-Волинський. 
Разом із підрозділом у травні 2014 року ніс службу на блокпосту № 10 поблизу селища Ольгинка Волноваського району. Уранці між 4 та 6 годинами 22 травня 2014 року блокпост був атакований проросійськими сепаратистами «ДНР», які під'їхали на інкасаторських машинах, та почали несподіваний масований обстріл із вогнепальної зброї, у тому числі з кулеметів, мінометів, РПГ, ПЗРК. В результаті обстрілу здетонував боєкомплект в одній з бойових машин, що призвело до збільшення людських втрат внаслідок вибуху. У цьому бою загинули 16 бійців 51-ї бригади. 14 жовтня в госпіталі від поранень помер 17-й боєць.
Удома у загиблого бійця залишились мати Алла Григорівна та сестра Тетяна — студентка ВУЗу, батько майбутнього героя помер, коли Павлу Попову виповнилось лише 12 років.
Похований Павло Попов на кладовищі у рідному місті Нововолинську.

## Нагороди
4 червня 2015 року Указом Президента України разом із іншими бойовими побратимами, які загинули із Павлом Поповим у бою під Волновахою, за особисту мужність і високий професіоналізм, виявлені у захисті державного суверенітету та територіальної цілісності України, вірність військовій присязі, нагороджений медаллю «Захиснику Вітчизни».

## Вшанування пам'яті
24 грудня 2014 року на будівлі Нововолинської ЗОШ № 4, де навчався майбутній воїн, було встановлено меморіальні дошки на честь Павла Попова та іншого загиблого героя війни — Андрія Дрьоміна, який загинув під Іловайськом.
3 травня 2015 року на будівлі Нововолинського ПТУ-11, де навчався Павло Попов, було встановлено меморіальні дошки на честь Павла Попова та іншого героя війни — Романа Бірюкова, який також навчався у цьому навчальному закладі.
9 квітня 2015 року у Нововолинську відбулось урочисте відкриття Стели Героям, на якій розміщені фотографії усіх жителів міста, які полягли під час Революції Гідності та війни на сході України: Сергія Байдовського, Романа Бірюкова, Сергія Бугайчука, Андрія Дрьоміна, Андрія Задорожнього, Ігора Кантора, Андрія Комаристого, Володимира Пушкарука, Олександра Свинчука та Павла Попова.